# 小行星2359
小行星2359（2359 Debehogne）是一颗绕太阳运转的小行星，为主小行星带小行星。该小行星于1931年10月5日发现。
該小行星以比利時天文學家亨利·德波鴻諾命名。

## 轨道参数
小行星2359的轨道半长轴为2.4251302 UA，离心率为0.115。